# Guldhjälmen
Il Guldhjälmen - in italiano casco d'oro - è un premio che viene assegnato annualmente al miglior giocatore di hockey su ghiaccio della Svenska hockeyligan svedese, la massima serie.

## Storia
Il vincitore viene decretato attraverso una votazione espressa dagli stessi giocatori della SHL. Il premio nacque nel 1986 ed è sponsorizzato dal giornale svedese Hockey e dalla ditta Jofa, azienda che produce articoli sportivi e in particolare per l'hockey su ghiaccio. Considerato uno dei premi più prestigiosi in Svezia nell'ambito hockeistico nazionale, non va confuso il Guldpucken, che è il premio destinato all'hockeista dell'anno svedese e che è assegnato da una giuria di esperti.
Solo tre giocatori si sono aggiudicati entrambi i premi nello stesso anno: Niklas Andersson nel 2003, Henrik Lundqvist nel 2005 e Peter Forsberg per due volte consecutive nel 1993 e 1994. Tre giocatori si sono aggiudicati il Guldhjälmen per più di una volta: oltre al già citato Forsberg vi sono anche Håken Loob e Anders Eldebrink, tutti con due vittorie. Curiosamente in tutti e tre i casi si è trattato di vittorie consecutive.

## Lista dei vincitori
Di seguito è riportata la lista dei vincitori:
- 1986 - Kari Eloranta, HV71

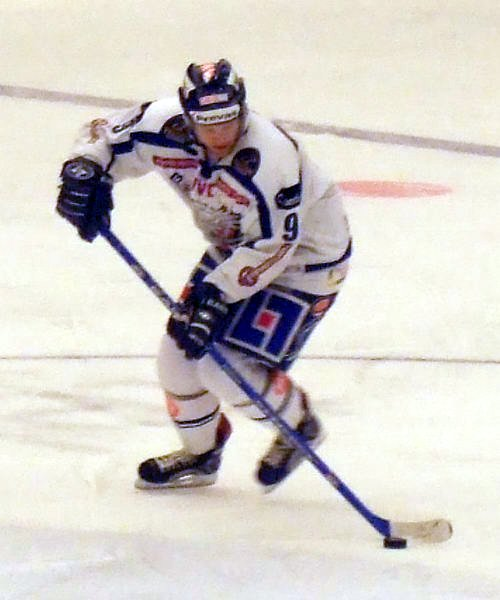
Tony Mårtensson, vincitore del trofeo nel 2008

- 1987 - Peter Lindmark, Färjestads BK
- 1988 - Anders Eldebrink, Södertälje SK
- 1989 - Anders Eldebrink, Södertälje SK
- 1990 - Bengt-Åke Gustafsson, Färjestads BK
- 1991 - Håkan Loob, Färjestads BK
- 1992 - Håkan Loob, Färjestads BK
- 1993 - Peter Forsberg, MODO Hockey
- 1994 - Peter Forsberg, MODO Hockey
- 1995 - Per-Erik Eklund, Leksands IF
- 1996 - Esa Keskinen, HV71
- 1997 - Jarmo Myllys, Luleå HF
- 1998 - Tommy Söderström, Djurgårdens IF
- 1999 - Jan Larsson, Brynäs IF
- 2000 - Rikard Franzén, AIK
- 2001 - Kristian Huselius, Västra Frölunda HC
- 2002 - Ulf Söderström, Färjestads BK
- 2003 - Niklas Andersson, Västra Frölunda HC
- 2004 - Magnus Kahnberg, Västra Frölunda HC
- 2005 - Henrik Lundqvist, Frölunda HC
- 2006 - Andreas Karlsson, HV71
- 2007 - Fredrik Bremberg, Djurgårdens IF
- 2008 - Tony Mårtensson, Linköpings HC
- 2009 - Johan Davidsson, HV71
- 2010 - Mats Zuccarello, MODO Hockey
- 2011 - Magnus Johansson, Linköpings HC
- 2012 - Jakob Silfverberg, Brynäs IF
- 2013 - Bud Holloway, Skellefteå AIK
- 2014 - Joakim Lindström, Skellefteå AIK
- 2015 - Derek Ryan, Örebro HK
- 2016 - Anton Rödin, Brynäs IF
- 2017 - Joakim Lindström, Skellefteå AIK